# Гіпотеза Шиви
Гіпотеза Шиви, також відома як когерентний катастрофізм, — суперечлива, не загальноприйнята наукова гіпотеза, яка припускає, що глобальні природні катастрофи на Землі, як-от вимирання, відбуваються через регулярні проміжки часу внаслідок періодичного руху Сонця навколо галактики Чумацький Шлях.

## Початкова ідея 1979 року
Вільям Непер та Віктор Клубі у своїй статті 1979 року в журналі Nature «Теорія земного катастрофізму» (англ. A Theory of Terrestrial Catastrophism) запропонували ідею про те, що гравітаційні збурення, спричинені перетином Сонячною системою площини галактики Чумацький Шлях спричиняють збурення комет у хмарі Оорта, яка оточує Сонячну систему. Це направляє комети до внутрішньої частини Сонячної системи, що підвищує ймовірність зіткнення. В результаті приблизно раз на 30 мільйонів років Земля переживає великі ударні події, такі як Крейдове вимирання.

## Пізніші роботи Рампіно
Починаючи з 1984 року Майкл Рампіно публікував подальші дослідження цієї гіпотези. Рампіно знав про попередню публікацію Непера та Клубі, про що йдеться в листі Рампіно та Стотерса до Nature 1984 року.
У 1990-х роках Рампіно та Брюс Гаггерті перейменували «Теорію земних катастрофізмів» Непера та Клубі на честь Шиви, індуїстського бога руйнування. У 2020 році Рампіно та його колеги опублікували докази з сухопутних відкладень, що підтвердили попередні морські докази гіпотези Шиви.

## Інші подібні теорії
Інші дослідники пропонують, що з масовим вимиранням на Землі можуть краще збігатися проходження Сонця не через площину Галактики, а через її спіральні рукави, які мають вищу густину речовини. Однак повторний аналіз впливу проходження Сонця через спіральну структуру Галактики на основі даних CO не виявив кореляції.
Гіпотеза Шиви, можливо, надихнула на ще одну теорію: коричневий карлик на ім'я Немезида, який, обертаючись навколо Сонця, нібито спричиняє вимирання кожні 26 млн років, що дещо відрізняється від 30 млн років у класичній версії гіпотези Шиви.

## Критика
Ідею періодичних вимирань критикували через те, що ця гіпотеза припускає єдину причину більшості вимирань, натомість як дані свідчать про те, що вимирання, ймовірно, є результатом різноманітних причин, які навряд чи повторюються періодично.